# Ian Hancock

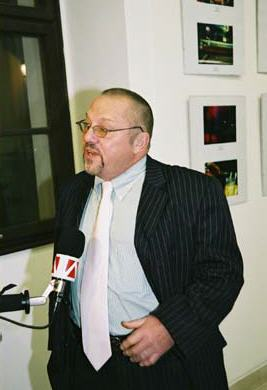
Ian Hancock

Ian Francis Hancock (Romani: Yanko le Redžosko, * 29. August 1942 in London) ist Sprachwissenschaftler, Romani-Gelehrter und Menschenrechtsanwalt.
Er leitet das Programm Romani Studies und das Romani Archives and Documentation Center an der University of Texas in Austin, wo er seit 1972 als Professor für Englisch, Linguistik und Asienkunde tätig ist. Er hat das Volk der Roma vor den Vereinten Nationen vertreten und war unter Präsident Bill Clinton  Mitglied des U.S. Holocaust Memorial Council. Er vertrat auch 1997 bei der Preisverleihung des Raftopreises das Roma-Volk.

## Kindheit und Jugend
Ian Hancock wuchs in England auf. Seine Mutter Kitty ist Romnichal (britische Roma). Sein Vater Reginald (Redžo) hat Wurzeln unter den Romungri (ungarischen Roma) und unter Britischen Fahrenden.
Hancock lebte fast sechs Jahre in Kanada und kehrte 1961 nach England zurück. Nur wenige seiner Verwandten konnten lesen und schreiben. Er selbst besuchte die Schule bis zur 9. Klasse. Dann nahm er verschiedene Jobs an, unter anderem als Lackierer. Er wohnte mit Studenten aus Sierra Leone zusammen und lernte von ihnen ihre Sprache Krio. Auf Grund seiner Sprachkenntnisse und Sprachbegabung konnte er an der University of London an einem Programm teilnehmen, das Angehörigen benachteiligter Minderheiten eine akademische Ausbildung ermöglichte. In den späten 60er Jahren wurde er Aktivist für die Rechte der Roma, nachdem die britische Polizei ein Feuer verursacht hatte, das zwei Roma-Kinder tötete. 1971 machte er als erster Rom in Großbritannien seinen Doktortitel, obwohl er kein Abschlusszeugnis von der High School hatte.

## Romani Studien
Ian Hancock hat über 400 Bücher, Artikel und Vorträge über das Volk und die Sprache der Roma (speziell über den Vlax-Dialekt) geschrieben. In diesen Arbeiten beleuchtet er nicht nur linguistische, sondern auch historische, anthropologische und genetische Aspekte. Er vertritt unter anderem die These, dass die Roma nicht von niedrigen Kasten, sondern von Rajput-Kriegern abstammen.

## Kreolsprachen
Abgesehen von seinen grundlegenden Studien auf dem Gebiet des Anglo-Romani ist Hancock ein international anerkannter Fachmann für Kreol-Sprachen, neben Krio auch für das Gullah von South Carolina und Georgia und das Afro-Seminole, das im Südwesten von Texas gesprochen wird. 